# Hornsgård
Hornsgård er en større gård, som nævnes første gang i 1552. Gården lå under Vitskøl Kloster og senere en avlsgård under Vaar. Hornsgård ligger i Farstrup Sogn, Slet Herred, Ålborg Amt, Nibe Kommune. Hovedbygningen er opført i 1920
Hornsgård Gods er på 410 hektar

## Ejere af Hornsgård
- (1552-1573) Vitskøl Kloster
- (1573-1583) Bjørn Andersen Bjørn
- (1583-1590) Trued Bjørnsen Bjørn
- (1590-1600) Jacob Bjørnsen Bjørn
- (1600-1608) Margrethe Bjørnsdatter Bjørn gift Worm
- (1608-1622) Georg Jørgen Ernst Jørgensen Worm
- (1622-1623) Anders Friis
- (1623-1639) Christian Friis
- (1639-1647) Christian Friis
- (1647-1667) Jørgen Enevoldsen Seefeld
- (1667-1668) Enke Fru Seefeld
- (1668-1674) Niels Bentsen Benzon
- (1674-1708) Niels Nielsen Benzon
- (1708-1718) Peder Nielsen Benzon
- (1718-1756) Jochum Poulson
- (1756-1760) Karen Hansdatter Benzon gift Poulson
- (1760-1792) Marcus Pauli Marcussen
- (1792) Poul Marcussen / Ulrich Christian von Schmidten
- (1792-1795) Ulrich Christian von Schmidten
- (1795-1815) Søren Hauerslev
- (1815-1831) K. Møller
- (1831-1837) Ole Winther
- (1837-1862) Jacob Wøldike Winther
- (1862-1889) Enke Fru Winther
- (1889-1919) Peder Winther
- (1919-1945) H. H. Welling
- (1945-1985) Slægten Welling
- (1987-2011) Christian Haldrup Welling
- (2011-) Christian Haldrup Wellings dødsbo